# Colpospira
Colpospira là một chi ốc biển, là động vật thân mềm chân bụng sống ở biển trong họ Turritellidae.

## Các loài
Các loài trong chi Colpospira gồm có:
- Colpospira accisa (Watson, 1881)[2]
- Colpospira atkinsoni (Tate & tháng 5 năm 1900)[3]
- Colpospira australis (Lamarck, 1822)[4]
- Colpospira bundilla (Garrard, 1972)[5]
- Colpospira circumligata (Verco, 1910)[6]
- Colpospira congelata (Adams & Reeve, 1850)[7]
- Colpospira cordismei (Watson, 1881)[8]
- Colpospira curialis (Hedley, 1907)[9]
- Colpospira decoramen (Iredale, 1936)[10]
- Colpospira deliciosa (Watson, 1881)[11]
- Colpospira guillaumei Iredale, 1924[12]
- Colpospira joannae (Hedley, 1923)[13]
- Colpospira mediolevis (Verco, 1910)[14]
- Colpospira moretonensis (Garrard, 1972)[15]
- Colpospira musgravia (Garrard, 1982)[16]
- Colpospira quadrata (Donald, 1900)[17]
- Colpospira runcinata (Watson, 1881)[18]
- Colpospira sinuata (Reeve, 1849)[19]
- Colpospira smithiana (Donald, 1900)[20]
- Colpospira sophiae (Brazier, 1883)[21]
- Colpospira swainsiana (Garrard, 1982)[22]
- Colpospira translucida (Garrard, 1972)[23]
- Colpospira wollumbi (Garrard, 1972)[24]
- Colpospira yarramundi (Garrard, 1972)[25]